# Slip-N-Slide Records
Slip-N-Slide Records est un label discographique américain, basé à Miami appartenant à Ted Lucas. Le label est spécialisé principalement dans le hip-hop de Floride. Le label est affilié à Atlantic Records et Def Jam South. Trick Daddy part de Slip-N-Slide pour fonder son propre label Dunk Ryders Records.

## Histoire
Ted Lucas fonde le label en 1994. Slip-n-Slide signe le rappeur Trick Daddy Dollars à ses débuts ; il fait ses débuts en 1997 avec l'album Based on a True Story, très populaire localement, et connait le succès grand public l'année suivante avec son deuxième album, www.thug.com, après avoir abandonné le nom « Dollars » de son nom de scène. L'album comprend le single à succès Nann Nigga, mettant en vedette la nouvelle rappeuse Trina. Il sort plusieurs autres albums sous le label Slip-N-Slide et connait un autre grand succès en 2004 avec Let's Go, en featuring avec Twista et Lil Jon. Son dernier album sous le label Slip-N-Slide est Back By Thug Demand, sorti en 2006. En 2008, Trick Daddy quitte Slip-n-Slide pour créer son propre label, Dunk Ryders Records.
Rick Ross signe chez Slip-n-Slide au début des années 2000. Au cours de ses premières années sous ce label, il participe à plusieurs albums en tant qu'invité ; il sort deux albums sous ce label, Port of Miami en 2006 et Trilla en 2008 Ross a quitté Slip-n-Slide en 2009.
Le 26 juin 2001, Renee Perkins, de District Heights, dans le Maryland, poursuit Slip-n-Slide en justice pour ne pas avoir supprimé le mot grossier « dick » de l'album Thugs Are Us de Trick Daddy. Perkins avait acheté la version éditée de l'album pour que son fils de 11 ans puisse l'écouter lors d'une fête. Des années plus tard, TVT Records est condamné par un tribunal à verser à Slip-N-Slide 2,3 millions de dollars de dommages et intérêts compensatoires et 6,8 millions de dollars de dommages-intérêts punitifs pour avoir bloqué la sortie de Welcome to the 305, un album inédit que le rappeur Pitbull avait enregistré avec Slip-N-Slide avant de signer avec TVT. Cela allait être un facteur déterminant dans l'effondrement ultérieur de TVT.
Lucas crée une division de Slip-N-Slide dédiée au rock et signe le chanteur de pop Qwote et le chanteur de RnB Shonie en 2008. En 2009, Slip-N-Slide signe Jagged Edge, un groupe de RnB qui avait auparavant signé chez Def Jam. Auparavant, Slip-N-Slide se concentrait sur le développement de nouveaux artistes de la région sud de la Floride.

## Artistes

### Artistes actuels
En 2025 : 
- F$O Dinero
- Mike Smiff
- Mya Phillmore
- Plies
- Dmarc Huntz
- Sebastian Mikael
- Swazy
- Teenear
- Gee Street Boyz (Harizon Kazikrab/Def Jam)
- Birthday Cake Shortcakaz